# Honda L700

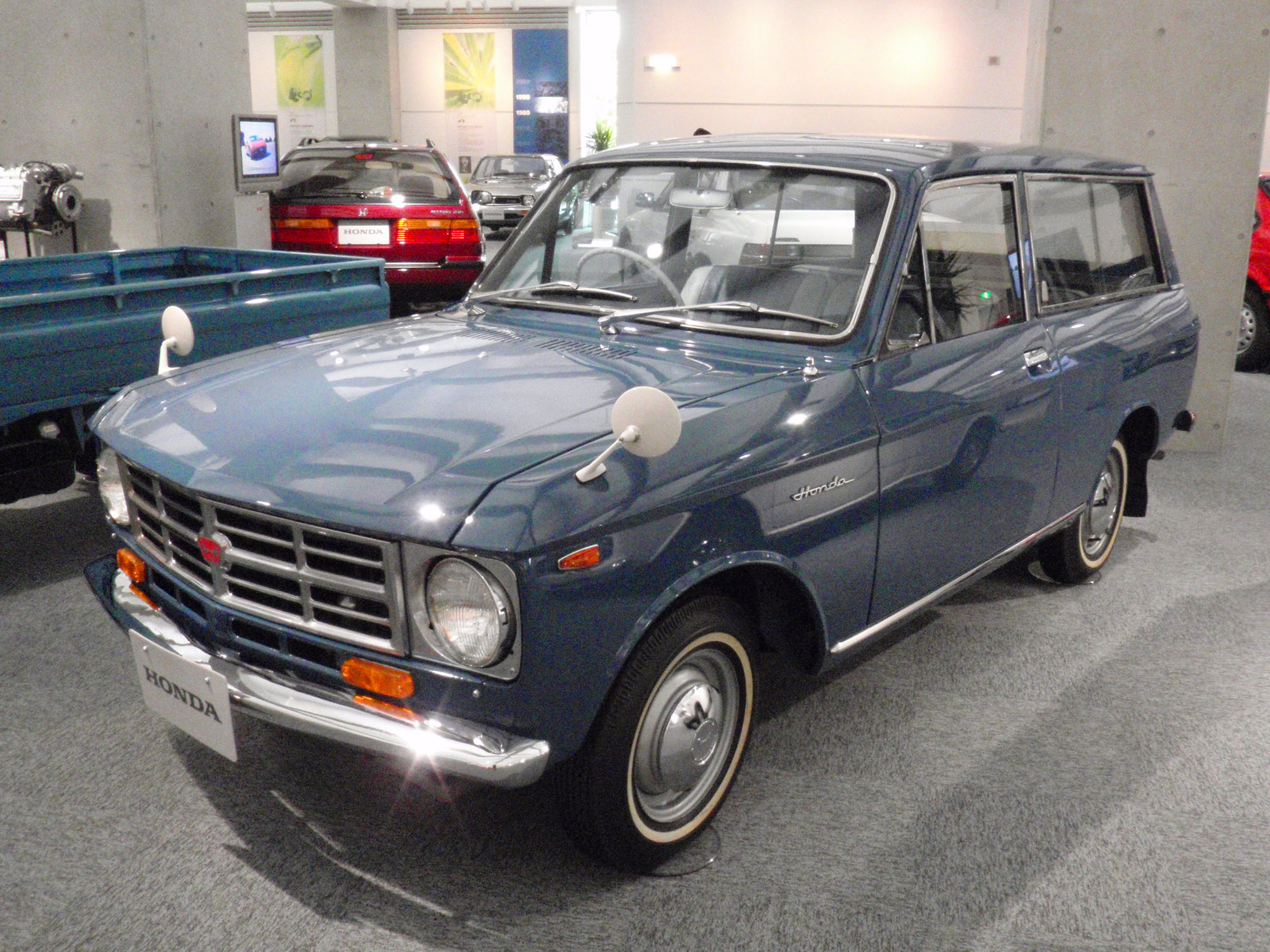
Honda L 700 in der Honda Collection Hall beim Twin Ring Motegi

Der  L700 (Typcode AI700 und dem Produktcode 512) von 1965 war ein Honda-Automobil, das L stand für “Lieferwagen” und die Zahl für den Hubraum in cm³. Dieses Fahrzeug war Hondas erster Lieferwagen (Kombi- oder Pritschenwagen) und hatte einen abgeleiteten und zahmeren Motor der Sports-Serie Honda S600 von 1965 und im L800 vom Honda S800 von 1966. 
Der N800 Prototyp, mit einem zahmeren Motor des S800, wurde im Oktober 1965 auf der Tokyo Motor Show als mögliche Limousine präsentiert, sie wurde in dieser Form aber nicht produziert.
Die Honda Lieferwagen-Serie umfasste nach dem L700, den P700 als offenen Pritschenwagen (Pick-up), L800 und P800 (Pick-up), die nur auf den japanischen Markt kamen. Die Basisversion hatte den Namen LA700, die besser ausgestattete Version LM700.

## Technik
Der L700 und P700 waren Hondas erste Automobile mit selbsttragender Karosserie.
Der wassergekühlte 700-cm³-4-Zylinder-Hochleistungsmotor mit Block und Zylinderkopf aus Aluminiumguss mit zwei obenliegenden Nockenwellen (DOHC), war vorne längs und etwa 45 Grad nach links um die Längsachse geneigt im Motorraum platziert, um eine geringere Einbauhöhe zu erreichen. Für die drei Lager der Kurbelwelle und die unteren Pleuellager benutzte Honda Nadellager, wodurch man neben kleineren Reibungsverlusten auch geringere Schmier- und Kühlprobleme erreicht hatte. Der Motor leistete mit effektiven 687 cm³ Hubraum 52 PS (38 kW) bei 7.500/min. Daraus ergab sich eine Literleistung von 75,69 PS/l. Das maximale Drehmoment gab man mit 5,8 mkp (56,87 Nm) bei 4.500/min an. Zwei unterdruckgesteuerte Keihin-Doppelvergaser (CVD30A1) versorgten die Zylinder 1+3 sowie 2+4.
Die Hecktür war waagerecht in zwei Hälften geteilt, die untere konnte als verlängerte Ladefläche nach unten ausgeklappt werden und war über ein Scherengelenk gehalten, die obere mit Fenster wurde mit 2 Gasdruckfedern oben gehalten. Die Außenspiegel saßen vorne auf den Kotflügeln, wie es bei den meisten japanischen Fahrzeugen dieser Zeit üblich war.
Im japanischen Prospekt über den L700 wurde eine Höchstgeschwindigkeit von 120 km/h angegeben. Die maximale Zuladung war 400 kg und der Wenderadius 4,0 m. Die Abmessungen waren: L × B × H 3690 × 1485 × 1400 mm. Der Benzintank konnte 30 Liter aufnehmen und die Reifen hatten die Dimension 5.00-12 Zoll.
Der L800 von 1967 produzierte mit seinen effektiven 791 cm³ nun 58 PS (43 kW) bei 8.000/min. Daraus ergab sich eine Literleistung von 73,32 PS/l. Das maximale Drehmoment gab man mit 6,3 mkp (61,78 Nm) bei 4.500/min an. Ein unterdruckgesteuerter Keihin-Schieber-Vergaser versorgte die Zylinder 1-4. Im japanischen Prospekt über den L800 wurde eine Höchstgeschwindigkeit von 130 km/h angegeben. Die maximale Zuladung war 400 kg und der Wenderadius 4,0 m. Die Abmessungen waren: L × B × H 3690 × 1485 × 1400 mm. Der Benzintank konnte 30 Liter aufnehmen und die Reifen hatten die Dimension 5.00-12.
Die Kraft wurde über eine Kardanwelle auf ein Differential an der starren Hinterachse übertragen, die  an Blattfedern und Stoßdämpfern aufgehängt war. Die Vorderräder waren an Doppelquerlenkern geführt und mit Stoßdämpfern und Schraubenfedern versehen. Die Verzögerung übernahmen 4 Trommelbremsen. Diese Lieferwagen wurden nur mit Rechtssteuerung für den japanischen Markt gebaut.
Die Instrumente waren in einem rechteckigen Gehäuse untergebracht und bestanden aus einem Tachometer bis 140 km/h, einem Kühlwasserthermometer und der Kraftstoffanzeige, sowie einer Warnlampe mit Symbol für den Blinker, dem Batterie-Ladezustand und der Handbremse. Unterhalb davon waren Drehschalter für die Heizung, Standlicht und Fahrlicht.

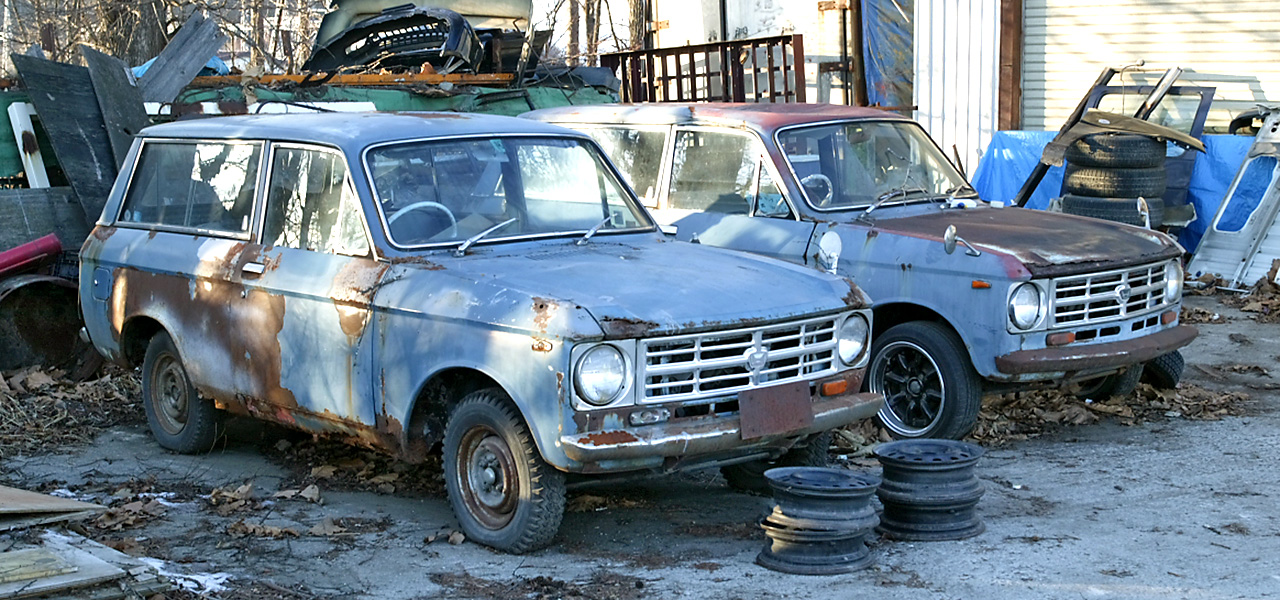
Honda L 700 Restaurierungsobjekte

Der L700 und P700 wurde von September 1965 bis August 1966 in einer Stückzahl von ca. 7.544 gebaut und verkauft, der L800 und P800 von September 1966 bis August 1967, erreichte eine Stückzahl von ca. 12.500. 
Insgesamt wurden von der L-Serie 20.044 Stück im Werk Sayama gebaut.
Diese Fahrzeuge waren reine Gebrauchs- und Lieferfahrzeuge und sind in Japan inzwischen sehr selten geworden.